# Lydighedsnægtelse
Lydighedsnægtelse foreligger, når man ikke efterkommer en lydighedspligt, eller når man modsætter sig et lydighedskrav, altså nægter at gøre som man bliver instrueret (beordret) til at gøre. En lydighedspligt kan foreligge i kraft af et ansættelses- eller kommando-forhold. Kommandoforhold med lydighedspligt kendes især fra militæret, men findes også hos politiet – begge steder hvor en tilspidset situation vil kunne kræve disciplineret opførsel. Meget ofte er der ikke hjemmel til at kræve en egentlig lydighedspligt efterkommet, og det er i den situation, at parterne kan være uenige om retten til lydighedsnægtelse.
Lydighedspligten foreligger kun, såfremt den givne ordre er både lovlig og tjenstlig. En ordre, som indebærer overtrædelse af en lov behøver man således ikke overholde, men en beordring vil sammen med nødværge kunne lempe en efterfølgende straf. En ordre, som åbenlyst ikke er tjenstlig – eksempelvis krav om, at man skal slå chefens græsplæne – skal heller ikke adlydes.
Hvis en undergiven får en ordre, som den pågældende anser for at være ulovlig eller ikke tjenstlig, kan den pågældende – efter omstændighederne – gøre indsigelse til dén der har givet ordren, klage til en overordnet eller om fornødent nægte at adlyde ordren. Da manglende lovlighed kan være et fortolkningsspørgsmål, er hovedreglen, at en ordre, som efter indsigelse gentages, skal adlydes.
Lydighedsnægtelse vil kunne have ansættelsesretlige konsekvenser og i militæret tillige udløse straf efter militær straffelovs § 11, som behandles af en militær auditør. Planlægger flere soldater eller civile besætningsmedlemmer sammen lydighedsnægtelse, foreligger der mytteri.
Et søsterbegreb er pligtforsømmelse.